# 그대가 범인이다!

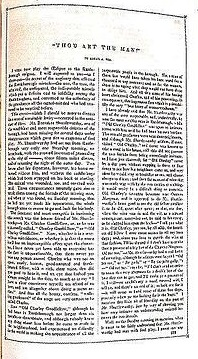

〈그대가 범인이다!〉("Thou Art the Man!")는 에드거 앨런 포의 1844년 단편소설이다. 〈모르그 가의 살인 사건〉과 같은 실험적인 초기 추리물이나, 대개 〈모르그 가의 살인 사건〉보다는 질이 떨어지는 것으로 평가된다.
자기 삼촌을 죽였다는 누명을 쓴 남자가 있다. 삼촌의 시체조차 발견되지 않았는데, 이름을 알 수 없는 서술자가 그 시체를 찾고 피해자의 친구가 범인일 것이라 의심한다. 나중에 서술자는 시체가 살아 움직이는 것처럼 위장한 뒤 복화술로 그 친구를 지목하여 “그대가 범인이다!”라고 소리친다.